# Thị trấn Szczytna
Szczytna [ˈʂt͡ʂɨtna] (tiếng Đức: Rückers) là một thị trấn thuộc hạt Kłodzko, Lower Silesian Voivodeship, ở phía tây nam Ba Lan. Đó là trụ sở của khu hành chính (gmina) được gọi là Gmina Szczytna, gần biên giới với Séc.
Nó nằm cách khoảng 16 km về phía tây Kłodzko và 90 km về phía tây nam của thủ đô khu vực Wrocław. Dân số của thị trấn rơi vào khoảng 5234 người vào năm 2006.
Hai trong số những cuộc giao tranh trong Chiến tranh kế vị xứ Bavaria (1778 - 1779) xảy ra tại thôn Biebersdorf. Lần đầu tiên vào ngày 7 tháng 8, Thiếu tá Friedrich Joseph, Bá tước Nauendorf và hai phi đội của Kị binh nhẹ Wurmser, đã làm bất ngờ một đoàn xe của Phổ, đoàn xe đã đầu hàng với 240 xe chở bột và 13 xe vận chuyển. Kị binh nhẹ của Nauendorf cũng bắt tất cả các sĩ quan và 110  người làm tù nhân, và bắt 476 con ngựa. Trong khi các bên đàm phán về sự khác biệt của họ tại Teschen, vào ngày 3 tháng 3 năm 1779, Nauendorf đột kích Biebersdorf một lần nữa với một lực lượng bộ binh và kỵ binh lớn hơn và chiếm được toàn bộ đồn trú của quân Phổ. Sau hành động này, Joseph đã trao cho anh ta Hiệp sĩ của Huân chương Quân đội Maria Theresa (19 tháng 5 năm 1779).
Sau Thế chiến II, khu vực này được đặt dưới sự quản lý của Ba Lan bởi Hiệp định Potsdam dưới những thay đổi về lãnh thổ mà Liên Xô yêu cầu. Hầu hết người Đức chạy trốn hoặc bị trục xuất và được thay thế bằng người Ba Lan bị trục xuất khỏi khu vực Ba Lan bị Liên Xô sáp nhập.